# Captain Britain
Captain Britain (echte naam Brian Braddock), ook bekend als Britannic,  is een fictieve superheld uit de strips van Marvel Comics. Hij werd bedacht door Chris Claremont en Herb Trimpe, en maakte zijn debuut in Captain Britain Weekly, #1 (13 oktober 1976). Het personage is sindsdien voor veel schrijvers gebruikt in verschillende verhalen. Vooral bekend zijn de verhalen van Alan Moore.
Captain Britain werd gemaakt als Britse tegenhanger van Captain America. Zijn krachten verkreeg hij van de legendarische magiër Merlyn.

## Publicatiegeschiedenis
Captain Britain is vooral bekend van de strips gemaakt door de Britse schrijver Alan Moore en tekenaar/illustrator Alan Davis in de jaren tachtig. In deze verhalen bezocht Captain Britain verschillende parallelle universums van Engeland, elk bewaakt door een lid van het Captain Britain Corps.
In 1988, na stopzetting van Captain Britains soloserie, lanceerden Claremont en Davis de maandelijkse stripserie Excalibur, met in de hoofdrol een Brits superheldenteam geleid door Captain Britain. In 2006 werd deze serie opnieuw opgepakt als New Excalibur.

## Biografie

### Oorsprong en vroege carrière
Brian groeide op in het kleine plaatsje Maldon. Hij was in zijn jeugd verlegen en studeerde hard. Na de dood van zijn ouders ging hij werken bij het Darkmoore nucleaire onderzoekscentrum. Toen deze werd aangevallen door de Reaver, vluchtte Brian weg op zijn motorfiets. In zijn vlucht maakte hij echter een fatale val, maar werd weer tot leven gebracht door Merlyn en diens dochter Roma. Ze gaven hem de kans een superheld te worden. Hij kreeg hiervoor twee voorwerpen aangeboden: het “Amulet van gerechtigheid” (Amulet of Right) en het “Zwaard der macht” (Sword of Might). Omdat hij zichzelf niet als een krijger beschouwde, koos Brian voor het amulet. Dit veranderde hem in Captain Britain.
Later werd onthuld dat Brian een van de vele helden was van een veel groter interdimensionaal team. Elke alternatieve aarde in het Marvel Multiversum had zijn eigen Captain Britain. Zij worden gezamenlijk het Captain Britain Corps genoemd.
In het begin van zijn carrière als superheld vocht Brain als de kampioen van het Verenigd Koninkrijk, wat hem nog weleens conflicten opleverde met S.T.R.I.K.E.. Hij reisde ook af naar Amerika om verder te studeren. Hier werd hij ironisch genoeg de studiegenoot van Peter Parker (Spider-Man). De twee helden trainden geregeld samen, zonder elkaars geheime identiteiten te weten. Brian behaalde een doctoraat in natuurkunde.
In de loop der tijd bevocht Brian steeds meer bovennatuurlijke vijanden dan doorsnee superschurken.

### Jaspers' Warp en vervanging
Na een gevecht me de demonische Necromon werd Captain Britain met de elf Jackdraw naar de bizarre Earth-238 realiteit gestuurd. Vlak hiervoor fuseerde Merlyn de krachten van het amulet en de “Ster Scepter” tot een uniform voor Captain Brittain. In Earth-238 moest Brian de kwaadaardige Mad Jim Jaspers tegenhouden voordat deze alle superhelden zou ombrengen. Deze verhaallijn stond bekend als “Jaspers' Warp”.
Vanwege de enorme druk die deze reis naar een andere realiteit met zich meebracht, vertrok Brian een tijdje naar het buitenland en gaf zijn Captain Britain positie door aan zijn zus Psylocke. Zij bleek echter geen partij voor de Slaymaster. Brian keerde net op tijd terug om Psylocke te redden en Slaymaster te verslaan, waarna hij de Captain Britain identiteit weer aannam.

### Excalibur
Toen de X-Men aan hun einde leken te komen in Dallas (gedurende de “Fall of the Mutants” verhaallijn), reisde en groep helden, waaronder Nightcrawler, Shadowcat, Rachel Summers en Meggan af naar Engeland. Hier voegden ze zich bij Captain Brittain en vormden het superheldenteam Excalibur, in een poging het werk van de X-Men voort te zetten.
Brain stopte een tijdje met het gekostumeerde superheldenwerk, en concentreerde zich op het bouwen van de Midnight Runner voor Excalibur. Toen het team werd gevangen door de R.C.X. raakte Brian dodelijk gewond. Roma herstelde zijn verwondingen, en verwijderde tevens de "blunder factor", een vloek die ze in het geheim over hem had uitgesproken om te zorgen dat hij de hulp van een team nodig had. Hierna reisde Excalibur af naar de toekomst om de wereld daar te redden van de Sentinels. Op de terugreis raakte Brian echter verloren in de tijdstroom. In een poging hem terug te halen werd Rachel ver de toekomst in gelanceerd, waar ze Mother Askani werd. Brian keerde terug, maar was overladen met herinneringen aan de toekomst waardoor hij zich afzonderde van het heden. Hij nam een tijdje de naam "Britannic" aan.
Toen Brian zijn oude leven weer had opgepakt, infiltreerde hij een tijdje bij de Londense tak van de Hellfire Club om hun plannen Engeland te veroveren tegen te houden.
Brian en Meggan trouwden uiteindelijk en werden een tijdje heersers van de dimensie genaamd Otherworld. Echter, Biran werd gedwongen terug te keren naar de Aarde om te voorkomen dat de House of M realiteitsverandering alle dimensies zou vernietigen. Meggan leek zich op te offeren toen ze een scheur in de tijd tegenhield. Dit maakte dat Brian weer actief werd als Captain Britain, en zich aansloot bij het nieuwe Excalibur team samen met Peter Wisdom, Sage, Juggernaut, Dazzler en Nocturne.

## Krachten en vaardigheden
Oorspronkelijk kwamen Captain Britains krachten van het “Amulet van rechtvaardigheid” (Amulet of Right), die hij altijd om zijn nek droeg. Ook gebruikte hij de Ster Scepter om te vliegen. Later, toen hij op het punt stond naar Earth-238 af te reizen, fuseerde Merlyn de twee objecten tot een nieuw kostuum. Dit kostuum gaf Brian toegang tot energie in gebieden waar zijn krachten op hun zwakst waren. Het gaf hem ook een bijna ondoordringbaar krachtveld.
Brian heeft bovenmenselijke kracht, snelheid, uithoudingsvermogen, reflexen en zintuigen + de gave om te vliegen. De energie die hem zijn krachten geeft komt van een inter-universele ruimte. Vroeger kon Brian ook zonder kostuum zijn krachten gebruiken, maar sinds de vernietiging van de energiematrix in de Otherworld dimensie is Brian afhankelijk van zijn kostuum voor zijn krachten.
Brian is de tweelingbroer van Psylocke, waardoor de twee een sterke telepathische band hebben. De twee zijn ook immuun voor elkaars krachten.
Brian is een briljante wetenschapper met een doctoraat in natuurkunde.

## Andere versies
In elk alternatief universum van Marvel komt een Captain Britain voor. Een paar uitzonderlijke gevallen van deze alternatieve Captain Britains zijn:

### Age of Apocalypse
In de Age of Apocalypse realiteit wordt Brian nooit Captain Britain, en is een lid van de Human High Council, samen met Moira Trask, Bolivar Trask, Emma Frost en Mariko Yashida. Hij is de sterkste voorstander voor het uitroeien van mutanten. Hij wordt onbewust een mol in de organisatie voor Donald Pierce en diens Reavers. Wanneer Brian weigert Frost te doden, doodt Pierce hem.

### Marvel Zombies
Een versie van Captain Britain verscheen even kort in de miniserie Marvel Zombies, terwijl Silver Surfer de wereld rondreisde.

### Ultimate Captain Britain
In de Ultimate Marvel realiteit is Captain Britain lid van de European Defense Initiative (de Europese variant van de Ultimates), samen met Captain Italy, Captain France en Captain Spain. Deze Captains hebben allemaal dezelfde krachten dankzij een exo-pak ontwikkeld door Brians vader, Professor Sir James Braddock.

## In andere media
Captain Britain werd even kort gezien gedurende de Dark Phoenix Saga in de X-Men animatieserie, en wel in de aflevering The Starjammers. In de aflevering Beyond Good and Evil heeft Psylocke het over Captain Britain, maar refereert aan hem als haar broer. Tevens maakt ze bekend dat hij net als haar een mutant is in deze realiteit.